# Osteítis fibrosa
La osteítis fibrosa, también conocida como osteítis fibrosa quística es un trastorno esquelético causado por un exceso de hormona paratiroidea por función aumentada de las glándulas paratiroides. Este excedente estimula la actividad de osteoclastos, las células que descomponen el hueso, en un proceso conocido como la resorción ósea osteoclástica. El exceso de actividad de las glándulas paratiroides, o hiperparatiroidismo, puede ser desencadenado por un adenoma paratiroideo, factores hereditarios, carcinoma de paratiroides, o osteodistrofia renal. 
Actualmente la osteítis fibrosa es detectada a través de una combinación de pruebas de sangre, rayos X y biopsias. 

## Historia
La osteítis fibrosa fue descrita por primera vez en el siglo XIX. Antes de 1950, alrededor de la mitad de las personas con diagnóstico de hiperparatiroidismo en los Estados Unidos vieron al enfermedad progresar a una osteítis fibrosa (OF), pero con las técnicas de diagnóstico precoz y la mejora de los métodos de tratamiento del presente, los casos de OF en los países desarrollados son cada vez más raros. Cuando se requiere tratamiento, que normalmente implica el manejo del hiperparatiroidismo antes de comenzar con algún tratamiento a largo plazo para la OF. Dependiendo de su causa y la gravedad, el tratamiento puede variar desde la hidratación y el ejercicio a una intervención quirúrgica.

## Epidemiología
La osteítis fibrosa es una enfermedad marcadamente rara, produciéndose en solo 2% de todos los pacientes diagnosticados con hiperparatiroidismo primario, el cual es el caso para el 90% de los pacientes con osteítis fibrosa. El hiperparatiroidismo primario es dos veces más común en los individuos con diabetes. Del mismo modo, la tasa de hospitalización para el hiperparatiroidismo en los Estados Unidos en 1999 fue de 8,0 de 100.000. La enfermedad tiene una clara tendencia a afectar a individuos jóvenes, suele aparecer antes de la edad de 40 años, con un estudio en 1922 reportando que el 70% de los casos presentaban síntomas antes de la edad de 20 años, y el 85% antes de los 35 años.  Antes que el tratamiento para el hiperparatiroidismo mejorara en los años 1950, la mitad de las personas con diagnóstico de hiperparatiroidismo progresaban a una osteítis fibrosa.
El otro 10% de los casos de osteítis fibrosa son causados principalmente por hiperplasia primaria, o un aumento del número de células de la glándula. El carcinoma de paratiroides representa menos del 1% de todos los casos, que ocurre más frecuentemente en los individuos en torno a los 50 años de edad—en marcado contraste con osteítis fibrosa como consecuencia del hiperparatiroidismo primario—y que no muestra preferencia de género. Aproximadamente el 95% de hiperparatiroidismo causados por factores genéticos se atribuye al gen MEN tipo 1. Esta mutación también tiende a afectar a individuos jóvenes.

## Patogenia
Los efectos de la osteítis fibrosa sobre el hueso dependen mayormente de la duración de la enfermedad y el nivel de producción de la hormona paratiroidea. Esta hormona actúa fundamentalmente extrayendo calcio de los huesos hacia la sangre. La reabsorción aumentada de hueso calcificado por los osteoclastos se traduce en una emisión de minerales, incluyendo el calcio desde el hueso hacia el torrente sanguíneo. La pérdida de masa ósea conlleva un debilitamiento de los huesos a medida que sus estructuras calcificadas son reemplazadas por tejido fibroso (fibrosis peritrabecular), y la formación de tumores pardos quísticos en y alrededor del hueso.
Por lo general, los primeros huesos que se ven afectados son los huesos de la cara, costillas y la pelvis. Los huesos largos también se ven afectados con mucha frecuencia. A medida que la enfermedad avanza, cualquier hueso puede verse afectado.

## Cuadro clínico
Los síntomas de la enfermedad son consecuencias del ablandamiento general de los huesos y el exceso de calcio en la sangre, e incluyen  dolor en los huesos, fracturas—especialmente en los brazos, piernas y la columna vertebral—, cálculos renales, náuseas, pérdida de apetito, y pérdida de peso. Otros síntomas clásicos de la osteítis fibrosa incluyen deformidades tales como el arqueamiento de los huesos.  La radiografía suele mostrar huesos delgados, fracturas, deformidades y quistes.
La pérdida súbita de peso, la anorexia, los vómitos, excesivo gasto urinario y sed son síntomas que suelen indicar la concomitante presencia de un carcinoma. El cáncer de paratiroides es una forma de cáncer poco frecuente y, por lo general, se acompaña con niveles muy elevados de calcio en la sangre, aún en comparación con los niveles de calcio de los pacientes con osteítis fibrosa sin cáncer. En general, la presencia de una masa palpable en el cuello también es indicativo de un cáncer, presente en aproximadamente el 50% de los pacientes, pero casi inexistente en los pacientes con osteítis fibrosa de origen no cancerígeno.

## Diagnóstico
El análisis inicial de la sangre en pacientes con osteítis fibrosa, muestra altos niveles de calcio, niveles de la hormona paratiroidea (generalmente por encima de los niveles de 250-300 pg/ml) y fosfatasa alcalina.

### Examen físico
Los músculos de los pacientes afectados por la osteítis fibrosa no parecen estar afectados o bien levemente aumentados en volumen, en lugar de disminuir de masa. Si aparecen los síntomas musculares con la aparición del hiperparatiroidismo, por lo general presentan contracciones y relajaciones lentas. Una desviación del curso de la tráquea, conjuntamente con otros signos de osteítis fibrosa, apunta a un diagnóstico de carcinoma de paratiroides.

### Radiología
Los rayos X también pueden ser utilizados para diagnosticar la enfermedad. Normalmente, la radiografía muestra huesos extremadamente delgado, que a menudo se inclinana o fracturan. Sin embargo, estos síntomas también pueden ser indicativos de otras enfermedades óseas, tales como osteopenia u osteoporosis. Además, los tumores pardos, sobre todo cuando se manifiestan en los huesos faciales, puede ser diagnosticado erróneamente como neoplasias. La radiografía muestra claramente la resorción ósea y los rayos X del cráneo pueden representar una imagen a menudo descrito como "vidrio esmerilado" o "sal y pimienta". Los rayos X dentales también pueden salir anormales.
Los quistes pueden aparecer bordeados por osteoclastos y, a veces, por pigmentos de sangre, los cuales orientan al diagnóstico de "tumor pardo". Tales quistes pueden ser identificados con imagen nuclear, como el uso de sestamibi. La identificación de la degeneración muscular o la falta de reflejos puede ocurrir a través de exámenes clínicos de los reflejos tendinosos profundos, o por medio de examen fotomotográfico.

### Aspiración con aguja fina
La aspiración con aguja fina guiada por tomografía computarizada (TAC) puede ser de valor para obtener una biopsia de las lesiones óseas, una vez que se encuentran en una radiografía o en otro tipo de exploración. Estas pruebas pueden ser vitales en el diagnóstico y también puede prevenir tratamientos innecesarios y cirugía invasiva. Por el contrario, la biopsia por aspiración con aguja fina de los tumores de la glándula paratiroidea no se recomienda para el diagnóstico de carcinoma de paratiroides porque pueden ser perjudiciales si la aguja punza al tumor, lo que lleva a la difusión y la posible propagación de las células cancerígenas.

### Histología
Los tumores pardos que comúnmente se asocian con la osteítis fibrosa muestra muchas de las mismas características de los osteoclastos.   Estas células se caracterizan por ser benignas, presentan un citoplasma denso y granular y un núcleo celular que tiende a ser de forma ovalada, envolviendo una cromatina comparativamente fina. Los nucleolos también tienden a ser más pequeños que lo esperado.

## Tratamiento

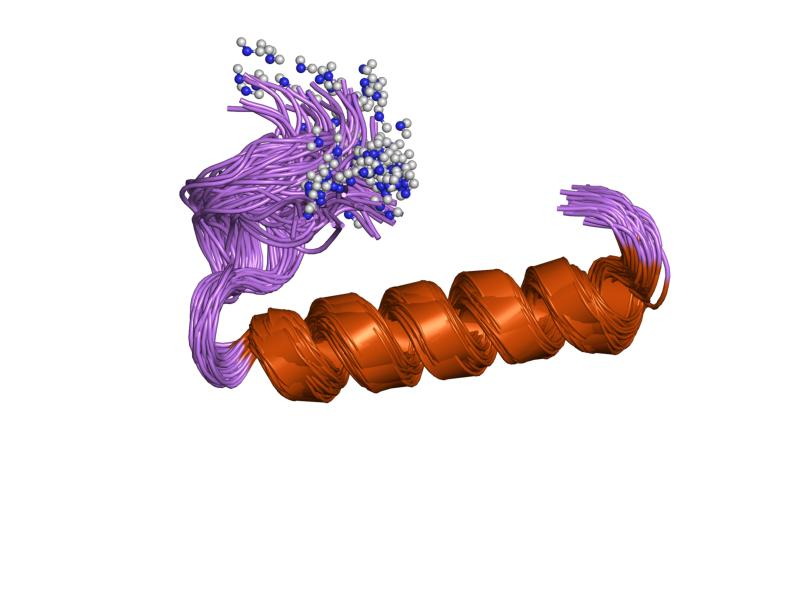
Ilustración de la bioquímica de la calcitonina, uno de los medicamentos indicados para reducir los niveles de calcio en la sangre de pacientes con osteítis fibrosa sintomática.

Con el fin de tratar la osteítis fibroquística, es necesario tratar sus síntomas. Los líquidos intravenosos son generalmente el tratamiento inicial utilizado. Los pacientes admitidos por razón de los síntomas principales de la enfermedad, que incluyen la anorexia y la deshidratación son abordados aliviando en primer lugar sus síntomas. Una vez que se encuentren estables, se puede recurrir al tratamiento con un diurético de asa indicado para aumentar la reabsorción de calcio en la orina. El tratamiento con calcitonina o calcitriol puede ser añadido para reducir los niveles de calcio en la sangre. La administración de bifosfonatos por vía intravenosa, como el pamidronato, a menudo se indica 24-48 horas después de la estabilización sintomática inicial.
En general, la modificación dietética, así como el tratamiento médico con calcitriol y quelantes del fosfato suelen ser el tratamiento preferido para la mayoría de los pacientes que exhiben síntomas de la osteítis fibrosa. Para algunas personas con osteítis fibrosa, no es necesario un tratamiento importante, ya que los síntomas pueden ser insignificantes. Normalmente, en estos pacientes asintomáticos que no se hayan sometido a cirugía, la enfermedad no avanza. Por el contrario, en los casos de osteítis fibrosa causada por carcinoma de paratiroides, la única manera de tratar el consiguiente hiperparatiroidismo es a través de la cirugía.

### Cirugía
Según un informe publicado en el American Nephrology Nurses' Association Journal, la cirugía sólo se recomienda en los casos de hiperparatiroidismo graves e irreversibles, o hiperparatiroidismo que no responden a dietas o medicamentos. En los pacientes que son más jóvenes (menores de 50 años de edad), la paratiroidectomía o extirpación de las glándulas paratiroides es el abordaje propuesto de tratamiento.